# Dariusz Jastrząb
Dariusz Jastrząb (ur. 14 stycznia 1960 w Słupsku) – polski ksiądz katolicki, infułat, kapłan diecezji koszalińsko-kołobrzeskiej, doktor teologii.

## Życiorys
Absolwent Papieskiego Uniwersytetu Laterańskiego (Papieski Instytut Jana Pawła II dla Studiów nad Małżeństwem i Rodziną oraz Akademii Teologii Moralnej „Alfonsiana”). Swą rozprawę doktorską poświęcił moralnym aspektom twórczości F. Dostojewskiego („Cristo, Dio-uomo come soluzione della tragica antinomia del bene e del male nell'uomo di Dostoevskij”). Został adiunktem Katedry Języka i Komunikacji Religijnej Wydziału Teologii Uniwersytetu Szczecińskiego.
Święcenia kapłańskie otrzymał 25 maja 1986 z rąk biskupa Tadeusza Werno. Objął obowiązki wikariusza parafii w Człuchowie, następnie wikariusz w parafii pw. św. Wojciecha w Koszalinie. W 2003 r. biskup Marian Gołębiewski mianował go proboszczem parafii pw. św. Antoniego w Sławnie. Funkcję tę piastował do 2005, kiedy zamieszkał przy kościele katedralnym w Koszalinie i podjął obowiązki wikariusza biskupiego ds. duchowieństwa. W 2018 został powołany przez ks. biskupa Edwarda Dajczaka na proboszcza parafii pw. NMP Wspomożenia Wiernych w Miastku.
W Wyższym Seminarium Duchownym Diecezji Koszalińsko-Kołobrzeskiej w Koszalinie był prefektem i ojcem duchownym (1994–2003) oraz rektorem (2006-2014).
Jest autorem książek: „Duchowy świat Dostojewskiego”, „Literacki obraz księdza w pierwszej połowie XX wieku” oraz wielu artykułów naukowych z dziedziny teologii duchowości oraz teologii pastoralnej, opublikowanych między innymi w „Studia Koszalińsko-Kołobrzeskie”, „Pastores”, „Życie duchowe”. Działa jako rekolekcjonista w polskich seminariach duchownych.